# Musaitu
Musaitu è un comune della Moldavia situato nel distretto di Taraclia di 1.081 abitanti al censimento del 2004.